# Carl Fischer (Bildhauer, 1838)
Carl Fischer (* 8. Dezember 1838 in Rothehütte; † 22. August 1891 in München, Schreibweise des Vornamens mit C durch den Künstler, eigentliche Schreibweise Karl) war ein deutscher Bildhauer. Er erstellte viele Werke im Auftrag von König Ludwig II., u. a. in Schloss Linderhof und Schloss Herrenchiemsee. Er fertigte sakrale und weltliche Werke und gewann Preise in Kunstausstellungen in München, u. a. auch Goldmedaillen von König Ludwig II.
Er war einer von vier Schülern von Joseph Knabl, die es zu Bedeutung gebracht haben.

## Leben

### Geburt und Jugend
Carl Fischer wurde am 8. Dezember 1838 in Rothehütte beim Brocken im Harz geboren. Sein Vater war Angestellter im (Hüttenwerk Rothehütte). Er wollte nicht, dass sein Sohn eine höhere Schule besuchte, da er selbst wegen „eines Ohrenleidens“ das Gymnasium abbrechen musste und seinem Sohn das ersparen wollte. Also drängte er ihn, nach der Grundschule nicht ins Gymnasium zu wechseln und stattdessen eine Ausbildung im Hüttenwerk zu machen. Bald wurde Fischer aufgrund seiner Begabung in der „Modellierstube“ des Hüttenwerkes übernommen, wo er verschiedene Techniken (u. a. Eisenguss) lernte.

### Lehrjahre und Studium
Mit 21 wurde er zu einem anderen königliches Eisenwerk im Harz geschickt, um dort weiter im Modellwesen zu arbeiten. Dort lernte er einen älteren dort arbeitenden Bildhauer kennen, der ihn anleitete. Als ihm ein längerer Urlaub verweigert wurde, kündigte er seine Stellung und zog nach Hannover, um in einem Bildhaueratelier zu arbeiten. Da die Ersparnisse in Hannover bald verbraucht waren, nahm er wieder eine Anstellung im westfälischen Eisenwerk des Herzogs von Croy in der Nähe von Münster an. Er hoffte, dadurch das notwendige Geld zum Studium zu erarbeiten, was auch gelang. Während der Zeit in Croy konnte er seine mangelhafte Schulbildung verbessern und seinen Horizont durch verschiedene größere Reisen erweitern.
Mit 26 hatte er genug Geld erarbeitet, um in München ein Studium zu beginnen. Er wurde aufgrund eine Empfehlung dort von Joseph Knabl als Schüler angenommen und dann nach einem Semester an der Kunstgewerbeschule in dessen Bildhauerschule übernommen. Knabel unterstützte ihn stark auch durch teilweise Übertragung von Aufträgen, obwohl die religiösen Ansichten der beiden stark auseinandergingen (Knabel war katholisch, Fischer evangelisch) und bei Knabl viele sakrale Werke gefertigt wurden. 1871 konnte er die Bildhauerschule abschließen. Für seine Abschlussarbeit, die er in den letzten drei Jahren fertigte (Kreuzweg, „vierzehn Hochreliefs von 1,20 m Höhe“,) erhielt er die große silberne Medaille der Kunstakademie.
Da seine Gesundheit aufgrund jahrelanger schlechter Ernährung nicht sehr gut war, widmete er sich nun mehr der Ölmalerei, um sich selbst etwas zu schonen. Er fertigte allerdings nach wie vor auch bildhauerische Arbeiten an.

### Aufträge und Werke
1874 bekam er den ersten größeren plastischen Auftrag, einen „in Stein auszuführenden Kreuzweg“ für die Mausoleumskirche des Herzogs von Croy. Dieser Auftrag und seine wachsende Popularität durch kleinere künstlerische Arbeiten führte dazu, dass er nach und nach zahlreiche Hilfskräfte in sein Atelier anstellte. Er beschäftigte so zeitweise 30 Bildhauer. Die kirchliche Kunst blieb dabei sein Favorit, etwa Arbeiten für den Hochaltar der Pfarrkirche in Dingolfing (die vier Hauptopfer aus dem alten Testament), für die Pfarrkirche in Haunstetten (Reliefs mit der Darstellung des Brot und des Weinwunders, 12 Apostelfiguren [1889] und eine nur im Modell fertig gewordene Kreuzigungsgruppe), für eine Kirche in Reichenhall (Christus am Ölberg) und für die Münchener Heilig-Geist-Kirche (Fassadenschmuck über dem Hauptportal). Für protestantische Kirchen gab es seltener Aufträge. Er fertigte etwa 1876 Arbeiten an der Kanzel der Münchener Marcus Kirche und 1886 ein großes Bildwerk in der Barfüßerkirche in Augsburg.
Die erste größere Arbeit im weltlichen Bereich bestand in der ornamentalen Ausstattung des Bahnhofs in Hof. Er hatte die Arbeit von dem Ende der 1870er Jahre verstorbenen Bildhauer Oehlmann übernommen, den er während dessen Krankheit gepflegt hatte. Aufgrund dieser und anderer Arbeiten wurde der Architekt Albert Schmidt auf ihn aufmerksam, der ihn nun fortlaufend in zahlreichen Projekten beauftragte. Die wichtigsten Werke in München waren die Herme am Buffet der „Jsarlust“, im der Rheinischen Hof (1876 und 1885), der Börsen-Bazar (1882 und 1887), Arbeiten im Löwenbräukeller (1882), im Israelitischen Gemeindehaus (1889), der Alten Hauptsynagoge München (1884–87), im Vestibül im Glaspalast bei der Ausstellung von 1888, im herrschaftliches Wohnhaus Weinmann (1887–88), im Familienhaus v. Bürkel-Crämer (1889). Weiter lieferte er Arbeiten für das Hochschloss Pähl am Ammersee (1883–84), in Thüringen für das Herrenhaus Schönau in Hüttensteinach (1884), die Villen von Crämer (1884), Bourbon-Dressel (1887) und Hutschenreuther (1886) in Sonneberg und das neue Schulgebäude in Oberlind bei Sonneberg (1889).
Fischer fertigte meistens sämtliche Modelle und Modelle und Abgüsse, bei der Alten Hauptsynagoge München und dem Hochschloss Pähl führte er die Stein Arbeiten auch selbst aus. Weitere Arbeiten lieferte er für die königlich bayerischen Schlösser Herrenchiemsee und Linderhof, den Garten des Schlosses Fürstenried (Figurengruppen, Pansbrunnen, 1889) für das Palais des Prinzen Leopold, für den König von Rumänien (u. a. mehrere lebensgroße Holzfiguren), für den Herzog von Meiningen, für den Fürsten von Detmold, für das Landtagsgebäude in München, die neue Kriegsschule in München. Bekannt sind auch Arbeiten an Grabmälern wie die Büste des Bürgermeisters Dr. v. Erhardt, auf dem nördlichen Friedhof in München oder den Bürgermeister-Erhard-Brunnen bei der Maximiliansbrücke. Neben den Arbeiten in Stein fertigte er auch kleinere figürliche Arbeiten wie Laternenträger, Handtuchhalter etc. Am bekanntesten ist dabei ein Knaben-Orchester geworden, von welchem er aufgrund der Nachfrage mehrere Figuren wiederholt ausführen musste. Die ursprüngliche Gruppe war eine Auftragsarbeit für das Schloss Biebrich in Wiesbaden.

### Ehen und späte Jahre
Fischer war zweimal verheiratet, seine erste Frau (Name unbekannt) starb 1878 nach ihrer Tochter (Name unbekannt). Fischer war in zweiter Ehe verheiratet mit Friederike „Frieda“ Eleonora Fischer (geb. Kelber) (* 9. März 1855 in Kipfenberg; † 9. Februar 1942 in Unterschondorf), einer der ersten Frauen, die am Münchener Konservatorium als Konzertpianistin abschloss. 1890 bezog er mit seiner Familie eine neue Villa in München-Solln, die bis heute unverändert ist. In dieser Villa fanden viele Soirées statt, u. a. mit Paul Klee, mit dem die Familie Fischer gut befreundet war (siehe auch: Die Korrespondenz 1898–1940).
Eine Tochter aus zweiter Ehe war Sophie Fischer (* 30. November 1883 München; † 20. Juni 1961 in Greifenberg), verheiratet mit Heinrich Däumling (* 16. Juni 1886 in München; † 3. August 1958 in Landsberg/Lech), beide Lehrer am Landschulheim Schondorf am Ammersee. Carl Fischer fertigte die Figurette „Mein neuer Hut“, die seine Tochter als Kind darstellt.
Insgesamt hatte Fischer drei Töchter und ein halbes Jahr vor seinem Tode einen Sohn.
Der Tod seiner ersten Frau und Tochter hatte ihm so stark zugesetzt, das er aufgrund dessen ein Herzleiden bekam. Im Februar 1891 erkrankte er an Influenza, die seiner schon durch das Herzleiden geschwächten Gesundheit noch mehr zusetzte. Er starb am 22. August 1891 in München und wurde auf dem Alten Nördlichen Friedhof beigesetzt.

## Werke (Auswahl)

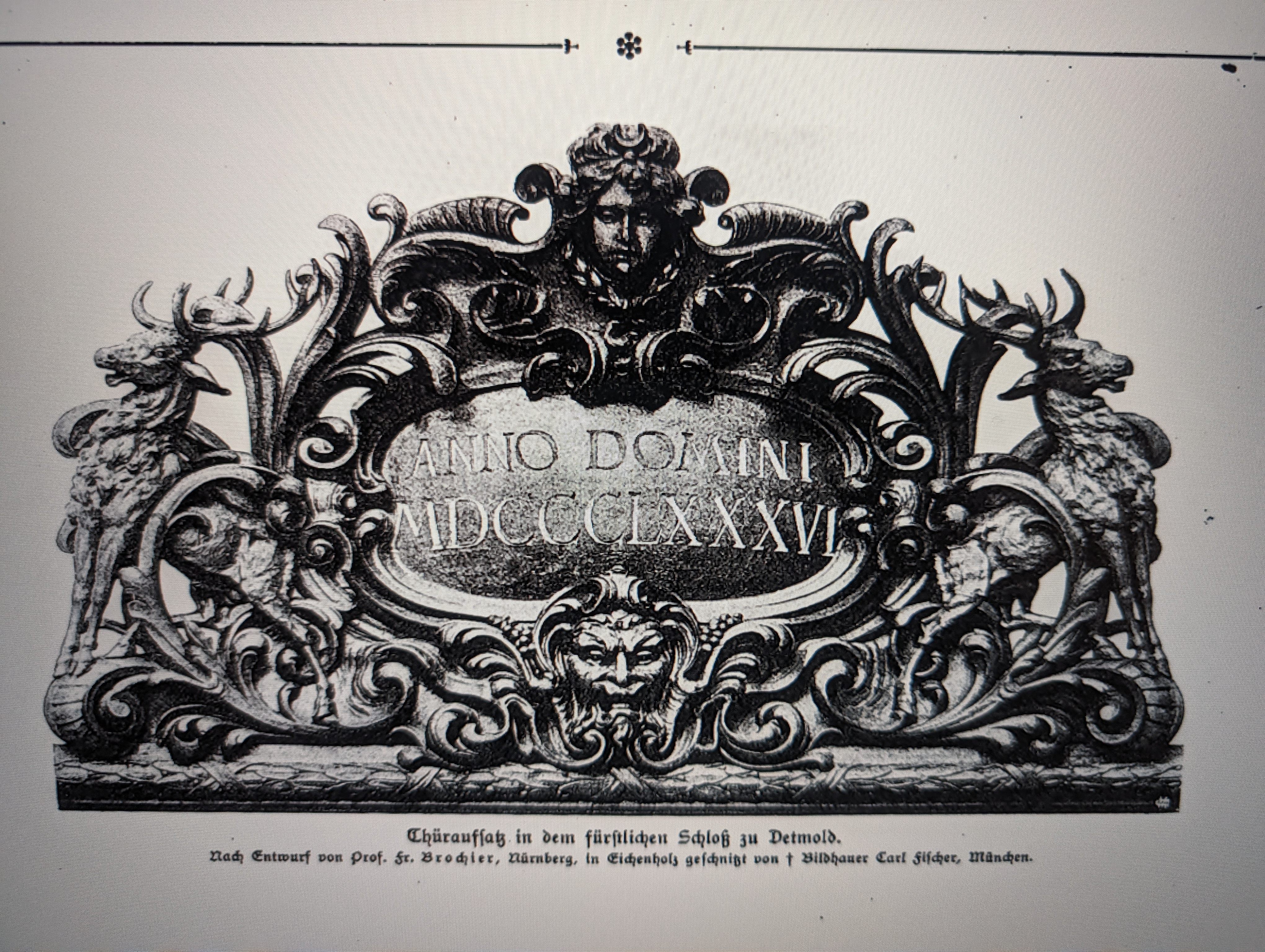
Türaufsatz Schloss Detmold

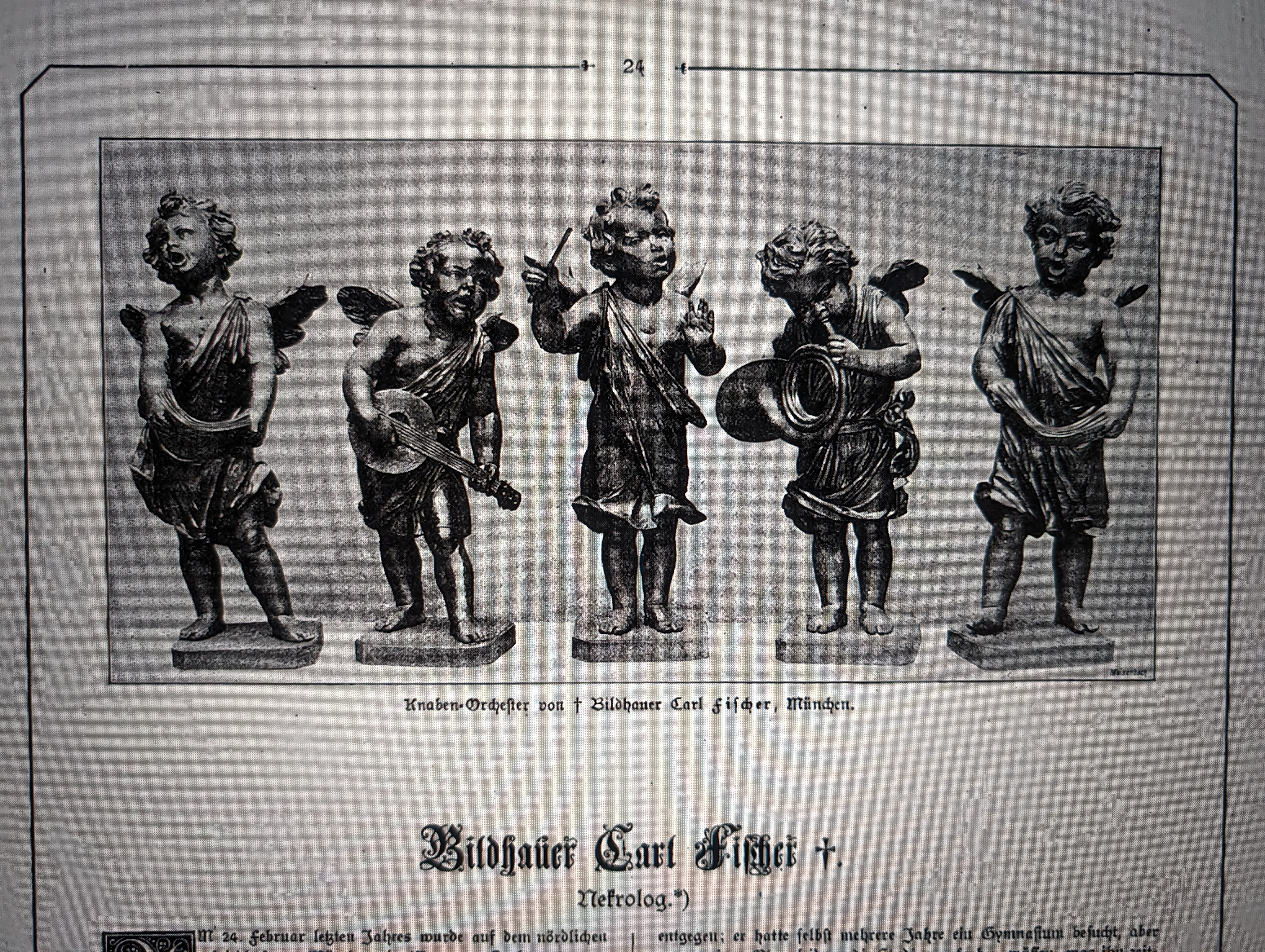
Knabengruppe

Hinweis: Wenn etwa Orte wie „Schloss Herrenchiemsee“ angegeben sind, handelt es sich um Einzelwerke an diesen Orten.
- 1874, Mausoleumskirche des Herzogs von Croy.
- Kreuzwegrelief, Hochaltar der Pfarrkirche in Dingolfing
- „Jsarlust“, im der Rheinischen Hof München (1876 und 1885)
- 1876, Kanzel der Münchener Marcus Kirche
- 1886, großes Bildwerk an die Barfüßerkirche in Augsburg
- Börsen-Bazar (1882 und 1887)
- Löwenbräukeller München (1882)
- Israelitisches Gemeindehaus München (1889)
- Alte Hauptsynagoge München (1884–87)
- Vestibül im Glaspalast München bei der Ausstellung von 1888
- herrschaftliches Wohnhaus Weinmann, München (1887–88)[3]
- Familienhaus v. Bürkel-Crämer (1889)
- Hochchloß Pähl am Ammersee (1883–84)
- Herrenhaus Schönau in Hüttensteinach (1884)
- Villa Crämer, München (1884)
- Villa Bourbon-Dressel (1887)
- Villa Hutschenreuther (1886) in Sonneberg
- neue Schulgebäude in Oberlind bei Sonneberg (1889)[4]
- Palais des Prinzen Leopold[6]
- Neues Schloss Herrenchiemsee
- Schloss Linderhof
- Park des Schlosses Fürstenried (Figurengruppen, Pansbrunnen, 1889)
- Arbeiten für König von Rumänien (u. a. mehrere lebensgroße Holzfiguren)
- Arbeiten für den Herzog von Meiningen
- Arbeiten für den Fürsten von Detmold
- Arbeiten für das Landtagsgebäude München
- die neue Kriegsschule, München[10]
- „Isarluft“ im Rheinischen Hof München (1888)
- Büste des Bürgermeisters Alois von Erhardt, siehe auch[11]
- Erhard-Brunnen, München[7]
- Türaufsatz des Schloss Detmold, nach Entwurf von Prof. Fr. Brochier, Nürnberg, in Eichenholz geschnitzt von Bildhauer Carl Fischer[12]
- Figurengruppe „Musizierende Engel“
- Ölgemälde seiner Eltern
- Ölgemälde „Gesellschaft im Englischen Garten“
- Figurette „Mein neuer Hut“, Bronze
- Grosser Eichenschrank mit barocken Engeln
- Diverse Schnitzarbeiten in der Villa der Fischers in Solln